# Endralazina
La endralazina es un vasodilatador periférico del grupo de las hidrazinas, indicado en algunos países para el tratamiento de la hipertensión arterial. Sus propiedades químicas y farmacológicas son muy similares a las de la hidralazina. Por lo general se administra a dosis de 10 mg diarios por vía oral, casi siempre en combinación con antagonistas beta adrenérgicos.